# Umineko no naku koro ni tsubasa
Umineko no naku koro ni tsubasa (うみねこのなく頃に翼? lett. «Quando stridono i gabbiani: ali») — When they cry 4+ — è una sound novel dōjin soft giapponese  scritta da Ryukishi07 e sviluppata dalla 07th Expansion. Il videogioco è una raccolta di ulteriori suggerimenti, relativi alla serie Umineko When They Cry, che è stata pubblicata il 31 dicembre 2010 al Comiket 79 insieme a Twilight of the Golden Witch. Alcune storie sono di tipo umoristico, ma quelle più serie possono essere considerate canoniche.

## Storie
Lettera di Bernkastel (Letter of Bernkastel)
La lettera di Bernkastel è diretta al giocatore e contiene le sue riflessioni e speculazioni sulle regole XYZ in Umineko. Si conclude con due poesie: una scritta da Ronove e una composta da Frederica Bernkastel stessa.
Il Tanabata delle streghe non è spensierato (魔女達の七夕は甘くない?, Majo-tachi no Tanabata wa amakunai)
Mentre Beatrice concede un desiderio a Maria, Bernkastel ne esaudisce uno ad Ange. Quest'ultimo scenario mostra Bernkastel come una strega spietata e crudele.
Game master Battler (ゲームマスター戦人?, Gēmu masutā Batora)
Mentre sta preparando Dawn of the Golden Witch, Battler viene avvicinato da tutti gli altri personaggi, che sono disposti a fare qualsiasi cosa pur di ottenere un ruolo importante nel suo gioco.
Il regalo di Jessica per la festa della mamma (朱志香の母の日プレゼント?, Jeshika no haha no hi purezento)
Alla festa della mamma, Jessica stringe un contratto con Furfur e Zepar per sostenere gli oneri di sua madre. Tuttavia le cose vanno male poiché tutti i disagi di Natsuhi sono trasferiti a Jessica, mentre sua madre trascorre un'ottima giornata.
Jessica e il sortilegio dell'amore (朱志香と恋のおまじない?, Jeshika to koi no omajinai)
Jessica arruola nuovamente Furfur e Zepar per essere aiutata in una battaglia con un amico. La magia è un successo e Furfur e Zepar le danno ufficialmente il loro libro di incantesimi. Con questo libro tra le mani, Jessica decide di provare a farsi sognare da Kanon, ma le cose non vanno esattamente come pianificato.
Memorie di ΛΔ (Memoirs of the ΛΔ?)
Parla di Lambdadelta e dei desideri che ha concesso in quanto strega. Viene fortemente suggerito che in passato abbia incontrato Takano Miyo di Higurashi no naku koro ni e le abbia esaudito il suo desiderio di diventare una divinità, azione che ha dato poi vita a Bernkastel. In questo suggerimento viene implicitamente mostrata anche la nascita di Sayo Yasuda come Beatrice.
Note da un certo chef (ある料理人の雑記?, Aru ryōrinin no zakki)
Parla del passato di Gohda. Questo suggerimento mostra che i cerchi rossi appaiono prima che gli omicidi abbiano inizio.
Regali per la Festa del lavoro (勤労感謝の日の贈り物?, Kinrōkansha no hi no okurimono)
Battler, George, Jessica e Maria vanno insieme a fare shopping per scegliere i regali da dare ai loro genitori il giorno della Festa del lavoro. Quando vanno a consegnare i doni, tuttavia, scoprono che questi sono stati scambiati a loro insaputa a causa dell'ingerenza di Beatrice.
Il San Valentino delle sette sorelle (七姉妹のバレンタイン?, Nana shimai no Barentain)
Ronove dà dei cioccolatini alle sorelle del Purgatorio e consiglia loro di regalarli a coloro che sentono più vicini ai loro cuori. Asmodeus è la prima a dare via il suo cioccolatino, donandolo ad Amakusa. Beelzebub sceglie Gohda, così che possa farle una cena più gustosa in previsione del White Day. Mammon dà il suo cioccolatino a Sakutaro e pianifica di condividerlo con Ange. Belphegor e Leviathan regalano rispettivamente i loro cioccolatini a Rudolf e Kyrie, piene di ammirazione per il loro scontro in Banquet of the Golden Witch. Satan tenta di offrire il suo cioccolatino a Kanon, ma viene respinta e cacciata via da Jessica. Lucifer non riesce a trovare nessuno e per questo motivo viene presa in giro dalle sue sorelle, finché Battler non decide di accettare il suo dono. In seguito Beatrice riceve lo stesso cioccolatino da Ronove e prova a darlo a Battler, facendolo passare per suo. Credendo che Lucifer avesse fatto il suo cioccolatino da sola, Battler finisce dunque per accusare Beatrice di averlo rubato alla sorella del Purgatorio.
Il White Day di Beatrice (ベアトリーチェのホワイトデー?, Beatorīche no Howaito Dē)
Il sequel de Il San Valentino delle sette sorelle, in cui le sorelle del Purgatorio ricevono regali per il White Day da coloro ai quali avevano dato il loro cioccolatino di san Valentino. Ovviamente Beatrice non riceve alcun dono da Battler, che ancora crede che la strega gli abbia mentito riguardo a chi aveva fatto il cioccolatino di San Valentino. L'invidia di Beatrice aumenta ancora di più alla vista dei regali per le sorelle del Purgatorio, specialmente per quello di Lucifer da parte di Battler. Inoltre, quando Beatrice chiede un dono a Battler, questi si vendica di non aver ricevuto alcun cioccolatino da lei il mese prima; ella aveva infatti finito per mangiare il cioccolatino da lui respinto a San Valentino. Siccome Beatrice tenta allora di rovinare la festa alle sorelle, Battler dichiara con rabbia in rosso che non le darà mai un regalo per il White Day. Infine Beatrice, per farsi perdonare, prova a fare il suo cioccolatino da sola e così Battler accetta di farle un dono un mese più tardi.
Cornelia, la sacerdotessa novellina (新人司祭コーネリア?, Shinjin shisai Kōneria)
Il tea party di chi? (だれのおちゃかい??, Dare no ochakai?)
Bernkastel viene invitata ad un tea party da Lambdadelta e Featherine, ma per arrivarci dovrà evitare le trappole disposte sul percorso da queste ultime due. Nel frattempo le padrone del tea party scommettono sull'arrivo o meno della strega dei miracoli: Lambdadelta ritiene che Bernkastel sarà abbastanza prudente e che arriverà a destinazione; Featherine, invece, risponde che la loro ospite cadrà sicuramente a causa delle loro trappole.
Biglietto di San Valentino (バレンタインペーパー?, Barentain pēpā)
Al monte Purgatorio, Sakutarō (さくたろう煉獄山へ?, Sakutarō Rengoku-san e)
Sakutaro scala il monte Purgatorio per ricongiungersi con Maria. Tuttavia egli deve affrontare le sette cornici del peccato e perciò viene aiutato da Virgilia. Al termine di ogni prova, Sakutaro riceve una seconda possibilità per tornare sulla Terra o andare in Paradiso.
Arigato For 556
Post scriptum (Postscript?)

## Manga
Un adattamento manga di Fumi Itō ha iniziato la serializzazione sul Young Gangan Big il 25 giugno 2011, per poi concludersi sul Big Gangan il 25 aprile 2013. I capitoli sono stati raccolti in tre volumi tankōbon, che sono stati pubblicati tra il 21 aprile 2012 e il 22 agosto 2013.

### Volumi
| 1 | 21 aprile 2012 | ISBN 978-4-7575-3558-9 |
| 1 | Capitoli - 1. Il Tanabata delle streghe non è dolce (魔女達の七夕は甘くない?, Majotachi no Tanabata wa amakunai) - 2. Game master Battler! (ゲームマスター戦人!?, Gēmu masutā Batora!) - 3. Regali per il Giorno del ringraziamento (勤労感謝の日の贈り物?, Kinrōkansha no hi no okurimono) - 4. Note da un certo cuoco (ある料理人の雑記?, Aru ryōrinin no zakki) - 5. Sakutaro sul monte Purgatorio (さくたろう、煉獄山へ?, Sakutarō, Rengoku-san e) |                        |
| 2 | 22 agosto 2012 | ISBN 978-4-7575-3714-9 |
| 2 | Capitoli - 6. Il San Valentino delle sette sorelle (七姉妹のバレンタイン?, Nana shimai no Barentain) - 7. Il White Day di Beatrice (ベアトリーチェのホワイトデー?, Beatorīche no Howaito Dē) - 8. Regalo di Jessica per la festa della mamma (朱志香の母の日プレゼント?, Jeshika no haha no hi purezento) - 9. Tea party di chi? (だれのおちゃかい??, Dare no ochakai?)                                                                                |                        |
| 3 | 22 agosto 2013 | ISBN 978-4-7575-4046-0 |
| 3 | Capitoli - 10. Cornelia la nuova sacerdotessa (新人司祭コーネリア?, Shinjin shisai Kōneria) - 11. Jessica e la magia dell'amore (朱志香と恋のおまじない⌒☆?, Jeshika to koi no omajinai) - 12. Arigato per 556 - 13. Jessica e il ventilatore assassino (朱志香と殺人扇風機?, Jeshika to satsujin senpūki) |                        |